# イルミナティ (カードゲーム)
イルミナティ（Illuminati）は、1982年に発売されたスティーブ・ジャクソン・ゲームズ社のカードゲーム。各プレイヤーが、他のプレイヤーと争いながら自分の支配組織（自分の場札）に小組織（カード）を取り込んでいき、一定数を支配したら勝ち、というもの。
近世の秘密結社、イルミナティをゲーム化したものであり、ロバート・アントン・ウィルソンとロバート・シェイが1975年に発表した小説『『イルミナティ』三部作』に触発されて作成された。
このゲームのカードに描かれたイラストが、後の重大事件を予言している、として話題になった。

## パッケージの内容

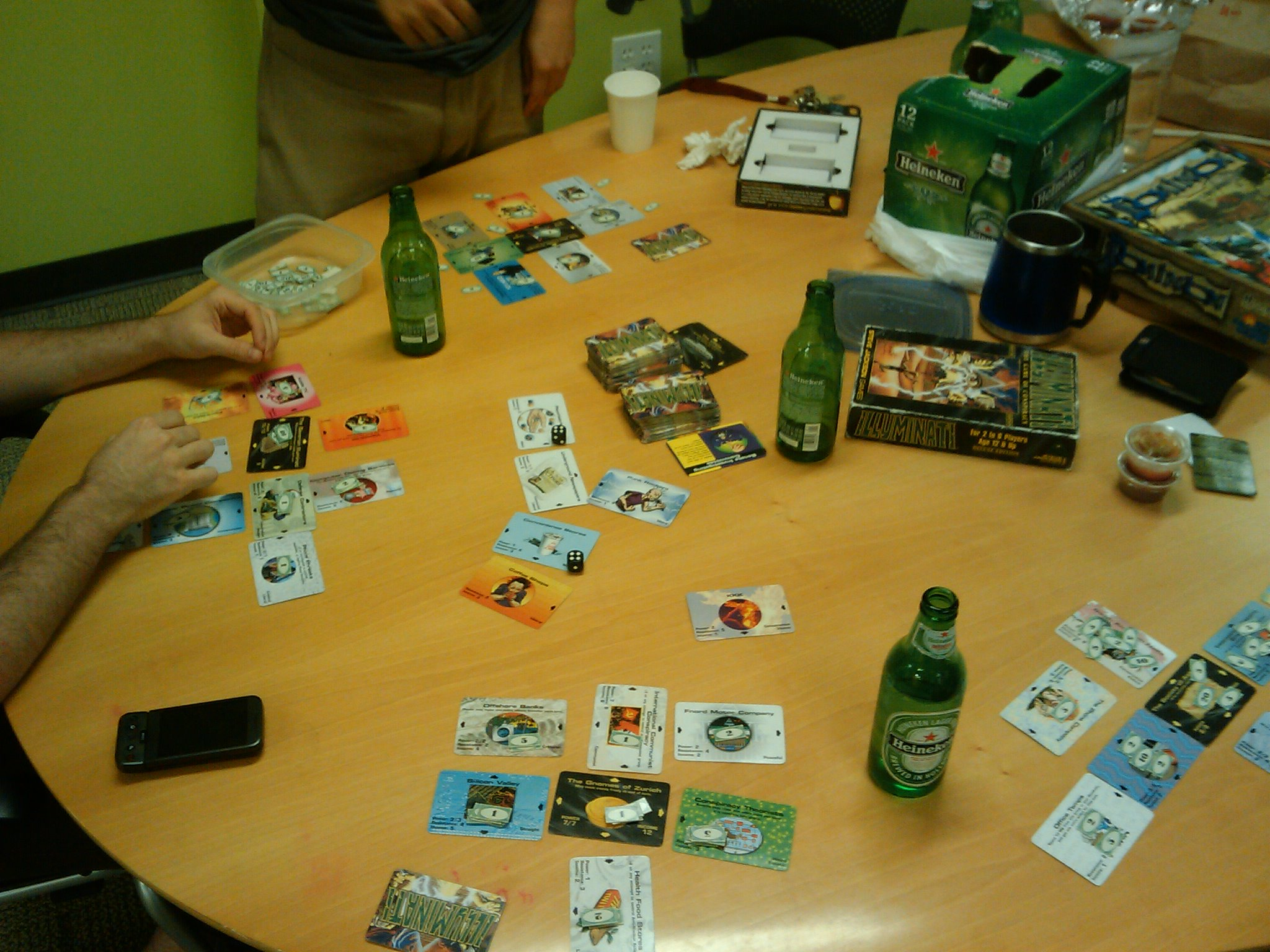
プレイ中の様子

ゲームには、絵柄が書かれたカード、ゲーム用貨幣、2個のサイコロが使われる。
カードは3種類ある。
- イルミナティ（世界征服を企む悪の結社）カード
- グループ（組織）カード
- 特殊カード

イルミナティカードとグループカードには、「攻撃力」「防御力」「収入」が数字で記載されている。イルミナティカードにはカードの四辺に「支配できる矢印」4個が描かれており、グループカードには「支配される矢印」1個と、「支配できる矢印」最大3個が描かれている。
各グループカードにはいくつかの「政治思想」属性が書かれている。政治思想には「Liberal（リベラル）」「Violent（暴力）」「Government（政府）」などがあり、攻撃や防御の結果に影響する。
「攻撃力」には、基本攻撃力と補助攻撃力がある。補助攻撃力があるカードには、補助攻撃力が「/」で表示されており、例えば攻撃力 3/2 のカードは、基本攻撃力3、補助攻撃力2である。補助攻撃力を持つカードは、隣のグループの攻撃を援護することができる。
ポケットボックス版では6つのイルミナティカードが設定されており、それぞれ「バイエルンのイルミナティ」「ディスコーディアニズム」「UFO」「クトゥルフの従者」「バミューダトライアングル」、「チューリッヒの小鬼」である。デラックス版では「暗殺教団」、「人工知能ネットワーク」が加わった。さらにY2K版では「亜天才教会」、「シャングリラ」が加わった。

## ルール
各プレイヤーは、「イルミナティカード」を1枚選択し、そこを起点にグループカードを取り込んでいく。各イルミナティカードは、攻撃などの際に色々な特殊能力を発動することができる。
プレイヤーには反時計回りで順番に「ターン」がやってくる。プレイヤーは自分のターンで「攻撃」「資金調達」「資金の移動」「カードを引く」などの行動を取る。行動の主体は「攻撃」である。「攻撃」には、「支配」「無力化」「破壊」の3種がある。
「支配」攻撃を仕掛けるためには、攻撃を仕掛ける自分の支配組織が、未使用の「支配できる矢印」を持っている必要がある。プレイヤーは「KKKがCIAの援助を受け、Yuppiesを攻撃」のように宣言し、2個のサイコロを振る。攻撃側の攻撃力が10、防御側の防御力が5の場合、サイコロの目が5以下であれば攻撃が成功する。ただし相手のイルミナティカードに近いグループを攻撃した場合、イルミナティカードからの距離に応じて防御力がプラスされる。また、攻撃するグループ、防御するグループ共に、自分の持つ資金を投入して攻撃力、防御力を一時的に上げることができる。特殊カードを攻撃や防御の補助として使用することができる。攻撃に成功したら、そのグループを自分の支配下に置くことができる。そのグループが支配していたグループも、そのまま攻撃側に吸収される。
「無力化」攻撃を仕掛けた場合は、攻撃側の攻撃力に+6が加えられる。ただし、攻撃に成功しても自分の支配下とすることはできず、攻撃されたグループは未支配グループとなり、その支配グループも未支配グループとなる。
「破壊」攻撃を仕掛けた場合、攻撃に成功すると、攻撃されたグループは盤上から取り除かれる。
プレイヤー同士で特殊カードや支配グループを売買することができる。
プレイヤー同士は、堂々と、あるいはひそかに協力してもよい。協力者を裏切るのも自由。
勝利条件は、「イルミナティカード」ごとに異なる。「イルミナティカード」に記載された数のグループを支配するか、または記載された特殊条件を達成した場合に勝利となる。
基本ルールの他、上級者向けの拡張ルールも設定されている。

## 歴史
1981年9月、ゲームデザイナーのスティーブ・ジャクソンとイラストレーターのデーブ・マーティンは、小説『『イルミナティ』三部作』のゲーム化を検討した。
ただし「小説のゲーム化」では、ゲームが複雑になりすぎること、及び著作権上の問題が生じることから、この小説の元となった18世紀の秘密結社「イルミナティ」そのものをゲーム化することにした。ジャクソンはイルミナティについて研究し、スティーブ・ジャクソン・ゲームズ社のゲームシリーズポケットボックスの一つとして1982年7月に発表した。ポケットボックス版発表の翌年、3つの拡張セットが発表された。
小説「『イルミナティ』三部作」の著者の一人であるロバート・シェイは、1983年に発表されたこのゲームの解説本に序文を寄せ、その中で「このゲームの背後にはイルミナティがいるのかもしれない」と述べている。
1987年、イラストをカラーで一新した「デラックス版」が発表された。ポケットボックス版の2つの拡張セットはデラックス版に取り込まれ、3つ目の拡張セットはデラックス版の拡張セット「ブレインウォッシュ」として再版された。
1995年、小説「『イルミナティ』三部作」の別の著者ロバート・アントン・ウィルソンは、「このゲームは小説を利用したものであり、法の抜け穴を利用して著作権料を支払っていない」と批判している。

### バージョン
- 1982年 イルミナティ ポケットボックス版
  - 1983年 イルミナティ 第1拡張セット
  - 1983年 イルミナティ 第2拡張セット
  - 1985年 イルミナティ 第3拡張セット
- 1987年 イルミナティ デラックス版
  - 1999年 イルミナティ・Y2K版
  - 2001年 イルミナティ・ブレインウォッシュ
  - 2007年 イルミナティ・ババリアン・ファイア・ドリル（Bavarian Fire Drill）[5]
  - 2010年 イルミナティ・相互確証破壊

### 受賞歴
- 「イルミナティ」 オリジン賞 1982年 SFボードゲーム大賞
- 「イルミナティPBM」 オリジン賞 1985年 ベストプレイバイメール
- 「GURPSイルミナティ」 オリジン賞 1992年 Best Roleplaying Supplement
- 「Illuminati: New World Order（英語版）」 オリジン賞 1994年 ベストカードゲーム

## 影響
このゲームのカードに描かれたイラストや説明文が、後の大事件を予言しているとして度々話題になっている。
例えば、特殊カード「Terrorist Nuke（テロリストの核攻撃）」には、連立するビルの1棟の中腹が破壊されている絵が描かれており、これが後の2001年9月11日に起こったアメリカ同時多発テロ事件のワールドトレードセンターツインタワー攻撃に似ていると紹介された。また、グループカード「Pentagon」の絵は、アメリカ国防総省ペンタゴンが炎上しているようにも見え、同じくアメリカ同時多発テロ事件を彷彿させると紹介された。
一方で「このゲームのカードは500種類以上もあり、偶然である」と記す書籍もある。